# هيكتور إسترادا
هيكتور إسترادا (بالإسبانية: Héctor Estrada)‏ (6 يناير 1993 بمونتيري في المكسيك - ) هو لاعب كرة قدم مكسيكي في مركز حراسة المرمى.

## وصلات خارجية
- هيكتور إسترادا على موقع قاعدة بيانات كرة القدم.إي يو (الإنجليزية)